# Burg Wadendorf
Die Burg Wadendorf liegt auf einem Hügel im gleichnamigen Ort in unmittelbarer Nähe der Wiesent. Wadendorf ist ein Gemeindeteil von Plankenfels im oberfränkischen Landkreis Bayreuth in Bayern.
Die Burg besteht aus einem zweigeschossigen Hauptgebäude, der südlichen Ringmauer mit zwei Rundtürmen sowie Resten der Toranlage.

## Geschichte
Die Höhenburg wurde erstmals in einer Urkunde des Jahres 1453 erwähnt, mit der der Bamberger Bischof Anton von Rotenhan (1431–1459) den Brüdern Bartholomäus und Andreas von Königsfeld genehmigte, ihr Haus in Wadendorf als Burg umzubauen. Man geht also davon aus, dass zu dieser Zeit bereits ein Herrensitz bestand. Die neue Burg wurde dem Bischof von Bamberg zu Lehen aufgetragen.
1525 wurde die Burg im Bauernkrieg schwer beschädigt. Dem Besitzer Klaus von Königsfeld wurde eine Entschädigung von 2060 Gulden zugesprochen.
1580/1581 verkaufte Wilhelm von Königsfeld die Herrschaft an Sebastian Neustetter-Stürmer, Amtmann zu Hassfurt. 1590 kam die Herrschaft durch Kauf an Pankraz von und zu Mengersdorf und 1601 an Daniel von Aufseß.
Im Dreißigjährigen Krieg wurde die Burg 1638 zerstört. Der Zeitpunkt des später erfolgten Wiederaufbaues ist nicht bekannt.
Hans Wilhelm von Aufseß zu Wüstenstein verkaufte 1650 die Herrschaft an Eva von Schlammersdorf. Im Besitz der Familie von Schlammersdorf blieb Wadendorf bis 1785. In diesem Jahr kam die Herrschaft durch Kauf an die Freifrau Johanna Sophia Christine von Egloffstein. Seit 1786 egloffsteinischer Gesamtbesitz, kam die Anlage 1852 in bürgerliches Eigentum. In den Jahren 1986 bis 1990 erfolgten umfangreiche Restaurierungsarbeiten.

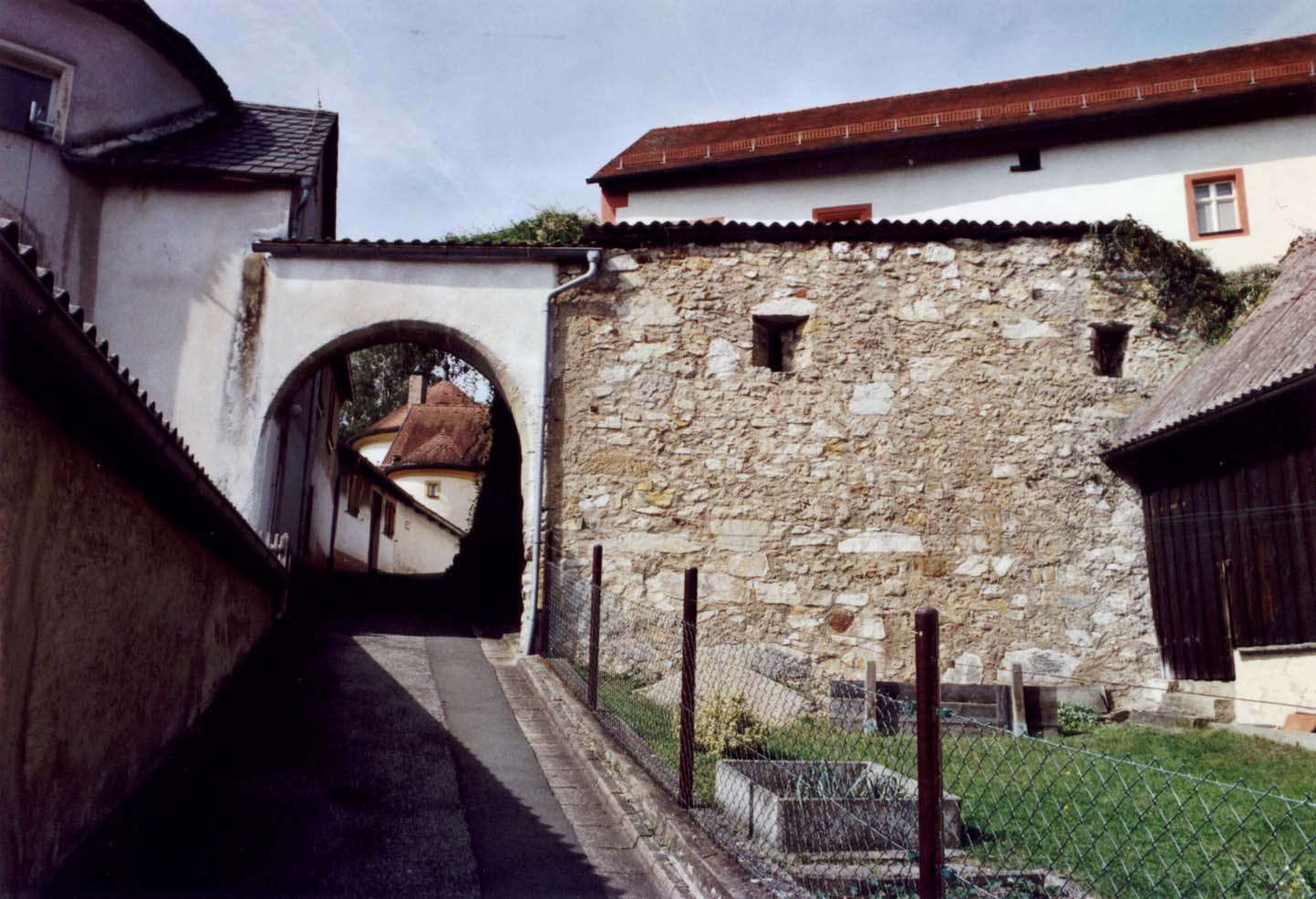
Toranlage (2006)
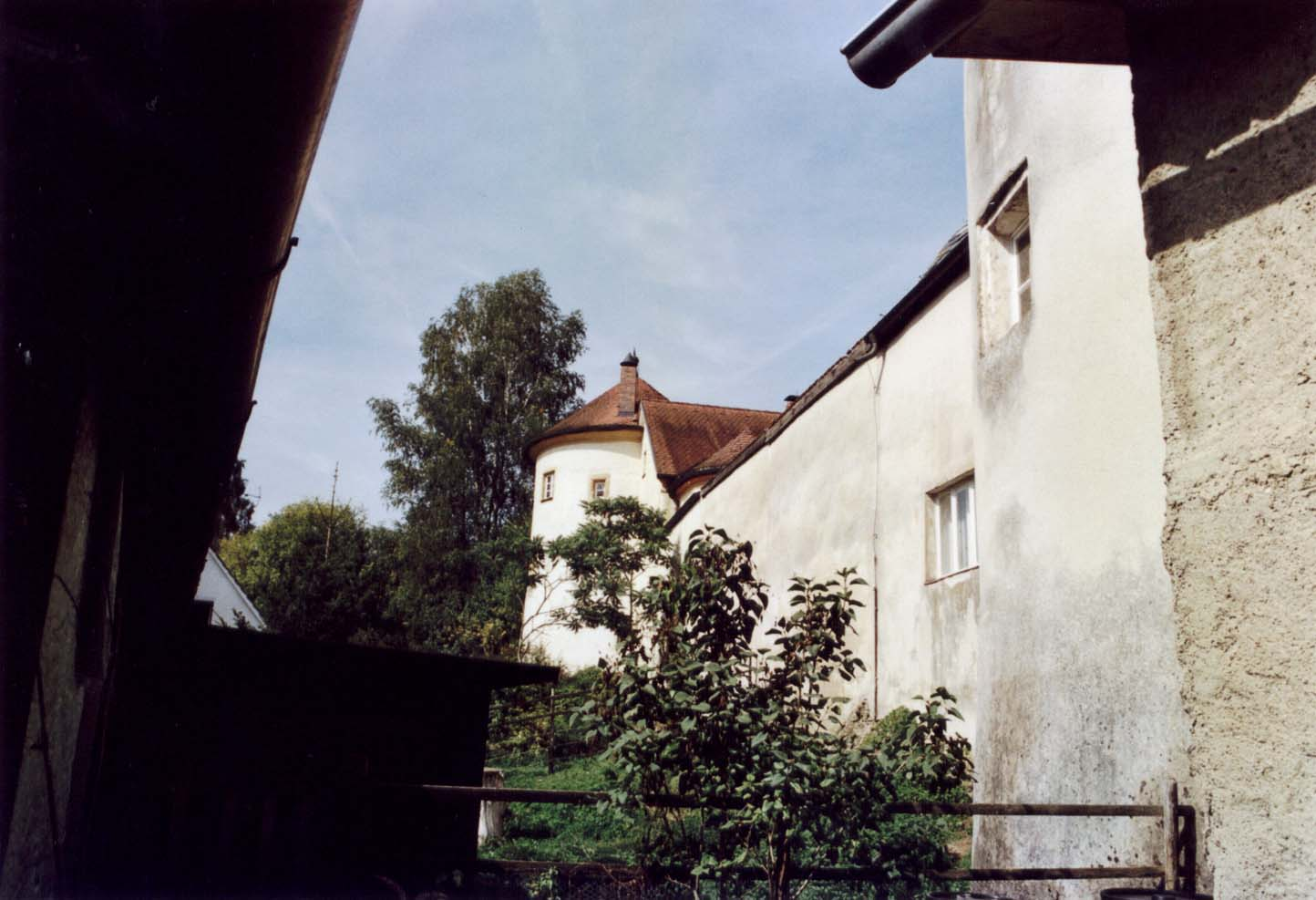
Ringmauer mit Rundtürmen (2006)